# Gerichtsbezirk Zistersdorf

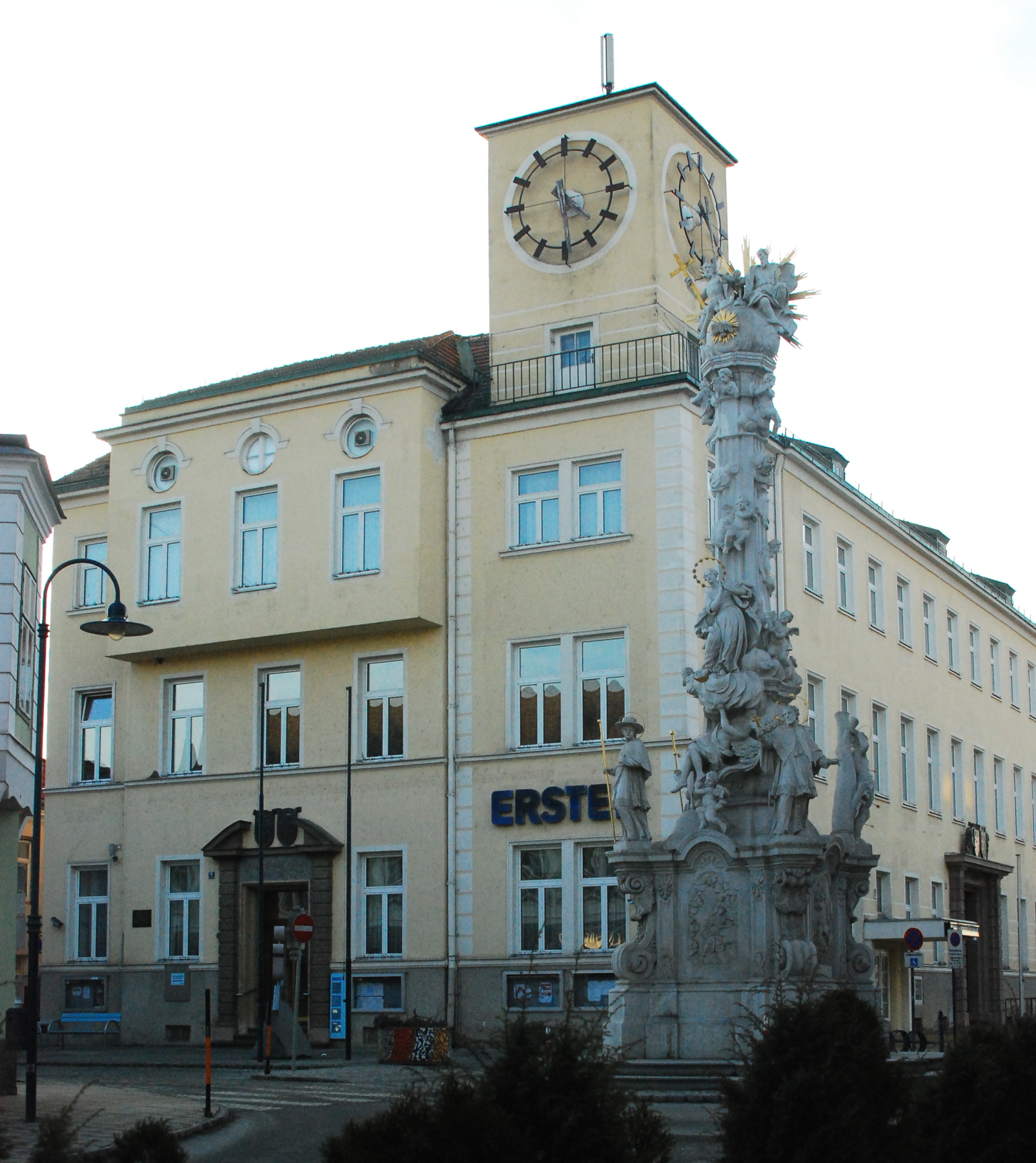
Rathaus und Bezirksgericht Zistersdorf

Der Gerichtsbezirk Zistersdorf war ein Gerichtsbezirk in Niederösterreich und zuletzt einer von zweien im Gänserndorf. Der übergeordnete Gerichtshof war das Landesgericht Korneuburg.

## Gemeinden
(Einwohner: Stand 1. Jänner 2024)

### Städte
- Zistersdorf (5.456)

### Marktgemeinden
- Drösing (1.147)
- Dürnkrut (2.239)
- Ebenthal (906)
- Hohenau an der March (2.793)
- Hohenruppersdorf (958)
- Jedenspeigen (1.135)
- Neusiedl an der Zaya (1.242)
- Palterndorf-Dobermannsdorf (1.325)
- Ringelsdorf-Niederabsdorf (1.283)
- Spannberg (983)
- Sulz im Weinviertel (1.233)

### Gemeinden
- Hauskirchen (1.299)
- Velm-Götzendorf (779)

## Geschichte
Am 1. Jänner 2013 wurde der Gerichtsbezirk Zistersdorf aufgelöst werden und die Gemeinden wurden dem Gerichtsbezirk Gänserndorf zugewiesen.